# Ludus tonalis
Ludus tonalis. Ćwiczenia tonalne, kontrapunktyczne i pianistyczne – zbiór utworów na fortepian skomponowany przez Paula Hindemitha w 1942. Prapremiera utworów w wykonaniu Willarda MacGregora odbyła się 15 lutego 1943 w Chicago. W tym samym roku cykl zostały wydany przez B. Schott's Söhne. Technika kompozytorska zastosowana w Ludus tonalis oparta została na systemie teoretycznym, który Hindemith opisał w pracy Unterweisung im Tonsatz. Jest to ostatnie dzieło na fortepian skomponowane przez Hindemitha.
Cykl rozpoczyna preludium. Po nim następuje 12 fug o rozbudowanej polifonii. Między nimi występują interludia, których celem jest modulacja między tonacjami poszczególnych fug. Zakończony jest postludium, które złożone jest z materiału muzycznego preludium granego w ruchu wstecznym (od końca). Ludus tonalis uważa się za nawiązanie do Das Wohltemperierte Klavier Johanna Sebastiana Bacha, kolejność utworów została jednak oparta nie na skali dwunastodźwiękowej, lecz na „szeregu Hindemitha” (C-G-F-A-E-Es-As-D-B-Des-H-Fis).